# Réveil Démocratique des Masses
Der Réveil Démocratique des Masses (RDM) ist eine Partei aus dem westafrikanischen Staat Burkina Faso.
Der RDM wurde am 2. März 2005 offiziell als Partei auf nationaler Ebene zugelassen. Seit der Gründung wird die Partei von Eugène Diendéré präsidiert.

## Aktuell
Trotz des jungen Alters schaffte der RDM einen Achtungserfolg anlässlich der Kommunalwahlen von April 2006, denn er konnte 146 Sitze in verschiedenen Gemeinden erringen. Das klingt angesichts der Gesamtzahl von über 17.000 Gemeinderatssitzen zwar nicht nach viel, es macht den RDM aber zur Nummer elf unter den über vierzig Parteien, die anlässlich dieser Wahlen Sitze gewannen. Damit hatte der RDM bewiesen, dass er über ein überregionales Mobilisierungspotential verfügt.
An den Parlamentswahlen 2007 hat der RDM nicht mehr als eigenständige Partei teilgenommen, sondern hat zusammen mit drei weiteren Parteien eine Wahlunion unter dem Namen des größten Allianzparters, der Union pour la République gebildet.

## Ideologie
Die „demokratische Erweckung der Massen“, so die deutsche Übersetzung der Parteibezeichnung, verfügt nicht über ein klares politisches Profil, sie politisiert eher als Protestpartei, kämpft zum Beispiel gegen ungerecht empfundene Landverteilungen, Misswirtschaft oder politische Willkür, für welche sie die Regierungspartei CDP verantwortlich macht. Bei einer Pressekonferenz am 26. Februar 2007 unterstrich der Präsident der Union pour la République (UPR), einer Allianzpartnerin, dass „Ideologie überholt sei“.